# Donatien Balekelayi
 (août 2021).
 Donatien Balekelayi Beya  (né à Ndekesha le 19 janvier 1962) est un homme politique de la République démocratique du Congo. Élu député national  de la circonscription de Kazumba dans la province du Kasaï-Central,,,.

## Biographie
Donatien Balekelayi est né à Ndekesha au Kasaï-Central le 19 janvier 1962, élu député national dans la circonscription électorale de kazumba dans la province du Kasaï-Central, il est membre du parti politique AABC. Il est porte-parole de caucus des députés nationaux du Kasaï-Centrale

## Actions menées
Il a été conseiller du gouverneur Claudel Lubaya et ministre au sein du gouvernement Kande Mupompa Alexis, un gouvernement qui prendra fin de suite d'une motion de défiance initiée par l'assemblée provinciale de la nouvelle province du Kasaï central, réclamant la lumière sur la gestion de l'ancienne province du Kasaï occidental démembrée.